# Всесвіт (журнал)
«Все́світ» — найстаріший український журнал іноземної літератури, заснований у січні 1925 року. У 1925—1934 роках журнал виходив двічі на місяць. У жовтні 1934 року через політичні обставини його було закрито, а більшу частину працівників репресовано та вбито.
1958 року журнал відновив роботу й виходив у Києві безперервно як щомісячник аж до 2000 року. З 2000 року виходить раз на два місяці.

## Про журнал
Журнал присвячено іноземній літературі, культурі, мистецтву та суспільно-політичним акцентам зарубіжних країн та їх зв'язкам із Україною. Станом на 2010 рік часопис надрукував більше півтисячі романів, тисячі поетичних добірок, повістей і драматургічних творів, тисячі статей, розвідок, есе, репортажів, інтерв'ю авторів зі 105 країн світу в перекладах із 84 мов світу.

## Історія
Ідея заснування журналу «іноземної літератури» українською мовою припадає на 1919 рік, за часів УНР, проте, через політичні обставини не була втілена.
Заснування відбулось у січні 1925 року у Харкові фундатором Василем Елланом-Блакитним. Безпосередню участь у створенні журналу брали: літературний редактор Микола Хвильовий, художній редактор Олександр Довженко. Передплата на «Всесвіт» здійснювалась через фінансування влади за рахунок «Вістей». До журналу були залучені відомі автори та фотографи з УСРР та світу. Публікації мали ілюстрований характер, публікувались перекладені закордонні новини, статті краєзнавчого характеру та культурно просвітницької діяльності періоду «українізації». Літературна направленість була представлена поезією та прозою таких авторів як Анрі Барбюса, Джон Дос Пассос, Івана Багряного, Остапа Вишні та інші.
Через політичні обставини двотижневик «Всесвіт» було закрито у жовтні 1934 року. Частина працівників, які співпрацювали з «фундатором» «Всесвіту» були репресовані, серед них Микола Хвильовий, Євген Касьяненко, Олександр Шумський, М. Ткач, Ф. Таран та інші.
«Все́світ» — український літературний журнал, заснований 1958 року у Києві за сприяння тогочасного завідувача відділу ЦК КПУ з науки і культури Федора Овчаренка. «Універсальний ілюстрований журнал» було перетворено в часопис перекладів. Увага ілюстраціям була наділена значно менша, ніж у часи УСРР. Журнал зосередився на літературі та перекладах у цілому. Відомі представники школи перекладу представлені Миколою Лукашем, Смоличом, Загребельним та інші. Зокрема поява в 1958 році пов'язана з ініціативою Спілки письменників та персонально Максимом Рильським.
Перекладачами та складом редакції стали випускники Київського державного університету. М. Упеник — заступник головного редактора, М. Лукаш — завідувач відділу поезії, Д. Затонський — завідувач відділу критики, Мар Пінчевський — літературний редактор.

Публікації письменників соціалістичного табору мали становити половину художніх публікацій, а твори — спрямовуватися на критику капіталістичного ладу.

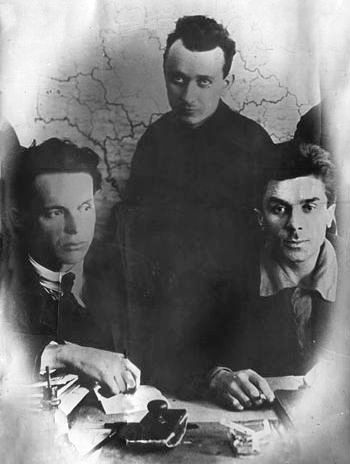
У редакції журналу «Всесвіт» (зліва): Олександр Довженко, Кость Гордієнко, Микола Хвильовий (Харків, 1925).

З 1971 року редактором журналу став Дмитро Павличко. Журнал розширив художній зміст. Ряд творів письменників того часу опубліковані вперше на території Радянського Союзу. 1973—1974 роках було опубліковано роман Маріо П'юзо «Хрещений батько». Через політичні обставини 1978 року Дмитро Павличко звільнився з видання. При цьому було звільнено 5—7 працівників журналу.
Після Павличка посаду головного редактора займає Віталій Коротич, який у першу чергу вів політику боротьби проти «буржуазного українського націоналізму» та «буржуазною ідеологією». Опубліковано спеціальний контрпропагандистський номер. У 1986 році його обрали заступником головного редактора журналу «Огонёк» (Москва), і він пішов із посади «Всесвіту».
З 1986 року головним редактором призначено Олега Микитенка. 1988 року журнал виходив накладом 760 тисяч на рік.
До 1989 року була прибрана політична цензура над публікаціями. Цього ж року журналом заснована літературна премія «Ars Translationis» («Мистецтво перекладу») імені Миколи Лукаша, яка щорічно присуджується видатним українським перекладачам.
До 1993 року незмінним принципом журналу було видавати іноземну прозу вперше на радянському і пострадянському просторі, тобто вся проза, що тоді з'являлася в часописі «Всесвіт», виходила вперше. І це були твори, перекладені українською мовою. У ті часи український журнал шукали росіяни і грузини, білоруси і вірмени, представники багатьох інших національностей, які часом лише поверхнево, без ґрунтовного знання української, знайомились із найкращими творами, що пропонував часопис. На базі часопису створена потужна школа українського перекладу та перекладознавства, яка й досі є визначною в Україні.
З 2005 року функціонує офіційний сайт часопису «Всесвіт».
29 вересня 2014 року Народний депутат України 7-го скликання Ганна Герман зареєструвала законопроєкт № 5112 «Про відзначення 90-річного ювілею найстарішого в Україні літературно-мистецького і громадсько-політичного журналу іноземної літератури „Всесвіт“». При цьому відбулось звернення до Глави Адміністрації Президента України Петра Порошенка з проханням сприйняття у відзначенні працівників цього журналу, які здійснили значний внесок у популяризацію української культури на Заході, а також популяризацію західної літератури в Україні.
15 січня 2015 року журнал відсвяткував 90-річчя. Цього ж році було зроблено ряд оновлень та певних зрушень стратегій розвитку інноваційного плану. Була створена публічна сторінка соціальної мережі Фейсбук та зусиллями нового адміністратора та вебдизайнера сайту, відбулось оновлення головного сайту.

### Передплата
Журнал має друковану та електронну версію для підписки.

## Структура

### Міжнародна рада журналу «Всесвіт»
- Борис Акунін (Росія)
- Гарольд Блум (США)
- Мрідула Гош (Індія)
- Петер Естергазі (Угорщина)
- Стівен Комарницький (Велика Британія)
- Марйо Варґас Льйоса (Перу)
- Кнутс Скуєнієкс (Латвія)
- Олжас Сулейманов (Казахстан)

### Представники
«Всесвіт» представлено у Великій Британії — Світланою Барнс.

### Редакційна колегія
До складу редакційної колегії входять або входили: Юрій Андрухович, Іван Бондаренко, Наталія Висоцька, Людмила Грицик, Іван Дзюба, Дмитро Дроздовський, Роксолана Зорівчак, Сергій Квіт, Юрій Кочубей, Роман Лубківський, Олег Микитенко, Юрій Микитенко, Володимир Моренець, Дмитро Наливайко, Марина Новикова, Дмитро Павличко, Оксана Пахльовська, Олександр Пронкевич, Микола Рябчук, Роман Сенькусь, Вадим Скуратівський, Максим Стріха, Лесь Танюк, Рорі Фіннін, Борис Шалагінов.

### Редакція
До редакції журналу входять:
- Юрій Микитенко (шеф-редактор);
- Дмитро Дроздовський (головний редактор);
- Любов Тютюнник (коректор);
- Зінаїда Настенко (бухгалтер);
- Михайло Іванов (комп'ютерний набір, дизайн, верстка);
- Антон Лесик (адміністратор сайту та вебдизайнер);
- Ростислав Камерістов (координатор у соціальних мережах).

## Головні редактори
- Василь Еллан-Блакитний (1925)
- Євген Касьяненко (?—1934)
- Ф. Таран (?—1934)
- Не було (1934—1958)
- Олексій Полторацький (1958—1970)
- Дмитро Павличко (1971—1978)
- Віталій Коротич (1978—1986)
- Олег Микитенко (1986—2007)
- Юрій Микитенко (2007—2012)
- Дмитро Дроздовський (з 2012)

## Спроба рейдерського захоплення
26 квітня 2012 року відбулася спроба рейдерського захоплення редакції журналу. Метою було захоплення приміщення в самому центрі Києва. За повідомленням заступника головного редактора журналу Дмитра Дроздовського і шеф-редактора журналу Олега Микитенка, за цим нападом начебто стоїть депутат Валерій Харлім, представник Партії регіонів. У ході цього нападу повний контроль над «Всесвітом» виявив бажання отримати Сергій Клименко, який, за словами Олега Микитенка, свого часу в подібний спосіб захопив журнал «Вітчизна».